# TC Electronic
TC Electronic è un'azienda danese che produce hardware e software in campo audio. In particolare è specializzata nella produzione di pedalini per chitarre e bassi, processori di segnale, plugin e diversi tipi di componenti per studi di registrazione.

## Storia
L'azienda fu fondata nel 1976 dai fratelli Kim e John Rishøj nella periferia di Aarhus in Danimarca. Entrambi musicisti, i due fratelli svilupparono insieme lo Stereo Chorus/Flanger, un pedalino analogico diventato col tempo celebre e rimasto in produzione per più di quarant'anni.